# Manuel Cándido Moreno Ciadoncha
Manuel Cándido Moreno Cidoncha, I conde de Fuente Blanca (Calera de León, Badajoz, 4 de septiembre de 1753-Génova, 15 de noviembre de 1832) fue un político español del siglo XVIII, cuñado de Godoy, que desempeñó el puesto de asistente de Sevilla entre 1795 y 1806.

## Biografía
El 20 de marzo de 1786 se casó con María Ramona de Godoy y Álvarez de Faria, hermana de Manuel Godoy y Álvarez de Faria, favorito y primer ministro de Carlos IV, en 1790 fue nombrado tesorero principal de las rentas generales y en 1791 administrador general de la renta del tabaco. Más adelante obtuvo los cargos de intendente de Badajoz, intendente de Andalucía y asistente de Sevilla, realizando su entrada en la ciudad el 13 de junio de 1795.  Durante su periodo de mando en Sevilla se produjo una epidemia de fiebre amarilla que provocó una elevada mortalidad, el 28 de diciembre de 1796 tuvo lugar una grave inundación por el desbordamiento del Guadalquivir.  
El 27 de enero de 1799 el rey Carlos IV le otorgó el título de primer conde de Fuenteblanca y el 20 de noviembre de 1805 culminó su carrera administrativa al ser nombrado gobernador del Consejo de Hacienda, sin embargo su fulgurante ascenso estaba motivado por su parentesco con Godoy y no por méritos o capacidades personales. En 1808, tras producirse el motín de Aranjuez, su casa fue asaltada y se vio obligado a exiliarse, falleciendo en Génova el 15 de noviembre de 1832.